# Teoría helicoidal

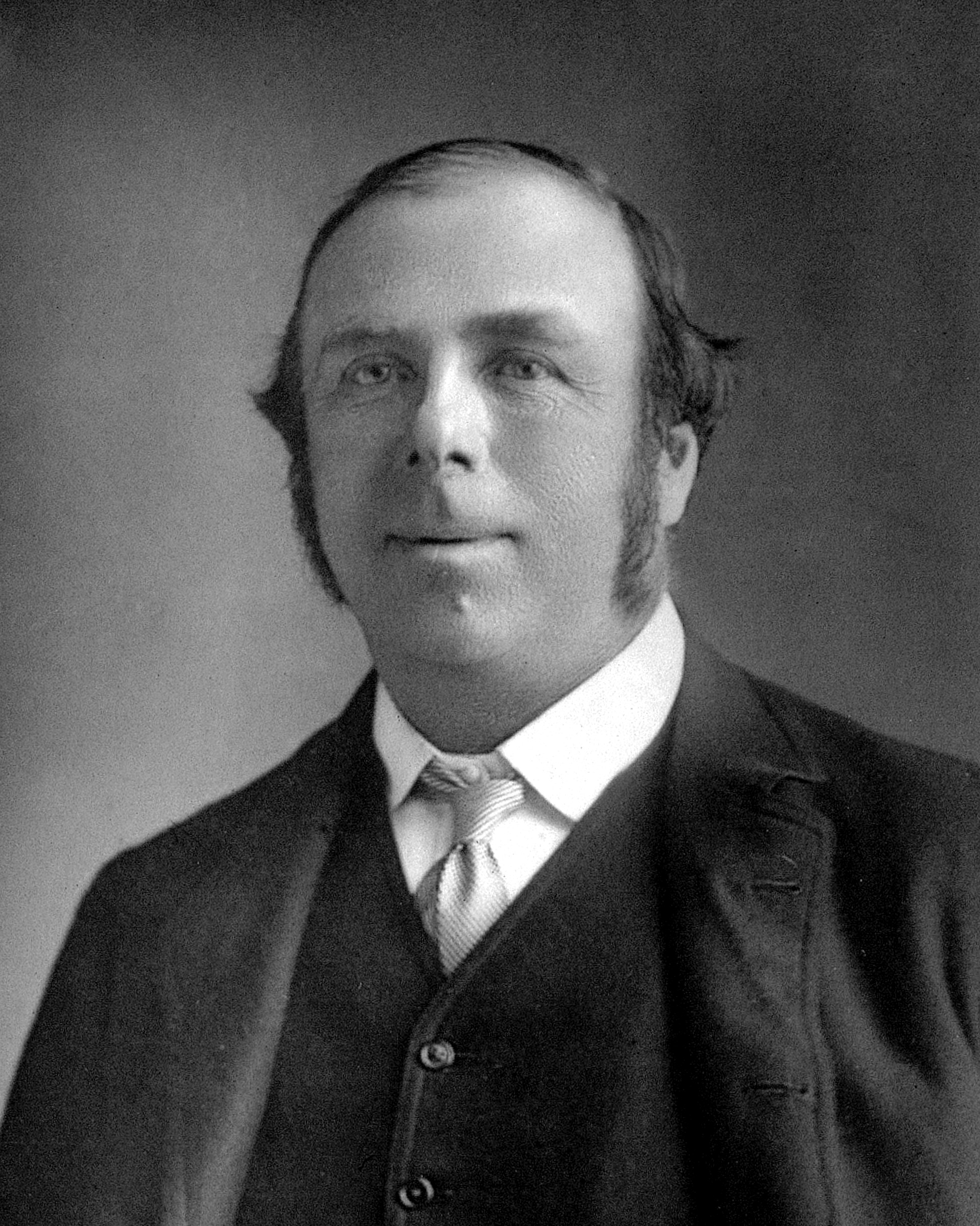
Sir Robert Ball, autor de tratados sobre la teoría helicoidal en 1876 y 1900

La teoría helicoidal (nombre original en inglés:"screw theory", literalmente, teoría del tornillo) se ocupa del cálculo algebraico de pares de vectores, como fuerzas y momentos o velocidad angular y lineal, que surgen en la cinemática y dinámica de cuerpos rígidos.
El marco matemático fue desarrollado en 1876 por Robert Stawell Ball (1840-1913) para su aplicación en cinemática y estática de mecanismos (mecánica del cuerpo rígido).
Proporciona una formulación matemática para la geometría lineal que sirve de fundamento para la mecánica del sólido rígido, donde las rectas forman los ejes de torsión del movimiento espacial y las líneas de acción de las fuerzas. El par de vectores que forman las coordenadas plückerianas de una recta, define un helicopar unitario, y los helicopares generales se obtienen mediante la multiplicación de un par de números reales y la adición de vectores. Estos elementos numéricos, asimilables a bivectores, se van a denominar en el presente artículo helicopares, sustituyendo a la traducción más directa  de tornillos, para evitar la ambigüedad con este término como elemento mecánico. El término similar torsor, tampoco se considera adecuado, puesto que ya se utiliza para definir distintos conceptos en física y geometría algebraica.
Un resultado importante de la teoría helicoidal es que los cálculos geométricos con puntos ligados a vectores poseen cálculos geométricos paralelos para las líneas obtenidas al reemplazar vectores por helicopares. Este hecho se denomina el principio de transferencia.
La teoría helicoidal se ha convertido en una herramienta importante en la mecánica de robots, en el diseño mecánico, en la geometría computacional y en los sistemas multicuerpo.
Esto se debe en parte a la relación entre los helicopares y los cuaterniones duales, utilizados para interpolar el movimiento de un cuerpo rígido. Basándose en la teoría helicoidal, también se ha desarrollado un enfoque eficiente para la síntesis de tipos de mecanismos paralelos (manipuladores paralelos o robots paralelos).
Los teoremas fundamentales incluyen el teorema de Poinsot (Louis Poinsot, 1806) y el teorema de Chasles (Michel Chasles, 1832). 
Felix Klein vio la teoría helicoidal como una aplicación de la geometría elíptica, ligada a su Programa de Erlangen. También elaboró una geometría elíptica y una nueva visión de la geometría euclidiana con la métrica de Cayley-Klein.
Harvey Lipkin describió el uso de una matriz simétrica para definir una cónica de von Staudt y una métrica, aplicados a los helicopares. Otros autores con aportaciones destacadas incluyen a Julius Plücker, W. K. Clifford, F. M. Dimentberg, Kenneth H. Hunt, y J. R. Phillips.

## Conceptos básicos

El paso de un helicopar puro relaciona la rotación alrededor de un eje con la traslación a lo largo de ese eje

Un desplazamiento espacial de un cuerpo rígido puede definirse por una rotación alrededor de una recta y una traslación sobre la misma recta, llamado desplazamiento helicoidal. Esto se conoce como el teorema de Chasles. Los seis parámetros que definen el desplazamiento helicoidal son los cuatro componentes independientes del vector de Plücker que definen el eje de la hélice, junto con el ángulo de rotación alrededor y el deslizamiento lineal paralelo al eje, y forman un par de vectores llamado helicopar. Análogamente, los seis parámetros que definen un desplazamiento espacial también pueden ser dados por los tres ángulos de Euler que definen la rotación y los tres componentes del vector de traslación.

### Helicopar
Un helicopar es un vector de seis dimensiones construido a partir de un par de vectores de tres dimensiones, como las fuerzas y los pares y la velocidad lineal y angular, que surgen en el estudio del movimiento espacial de un cuerpo rígido. Las componentes de un helicopar definen las coordenadas plückerianas de una recta en el espacio y las magnitudes del vector en la recta y su momento.

### Llave
Los vectores de fuerza y torsión que surgen al aplicar las leyes de Newton a un cuerpo rígido se pueden asociar en un helicopar llamado llave. Una fuerza tiene un punto de aplicación y una línea de acción, por lo tanto, define las coordenadas plückerianas de una línea en el espacio, y tiene un paso cero. Un par de torsión, por otro lado, es un momento puro que no está vinculado a una recta en el espacio y es un helicopar de paso infinito. La relación de estas dos magnitudes define el paso del helicopar.

### Giro
Un giro representa la velocidad de un cuerpo rígido como una velocidad angular alrededor de un eje y una velocidad lineal en este eje. Todos los puntos en el cuerpo tienen la misma componente de la velocidad sobre el eje, sin embargo, cuanto mayor sea la distancia al eje, mayor será la velocidad en el plano perpendicular a este eje. Por lo tanto, el campo helicoidal formado por los vectores de velocidad en un cuerpo rígido en movimiento se aplana a medida que los puntos se separan radialmente del eje de torsión.
Los puntos en un cuerpo sometidos a un movimiento de helicopar constante describen trayectorias helicoidales respecto a un marco fijo. Si este movimiento de helicoidal tiene un paso cero, las trayectorias trazan círculos, y el movimiento es una rotación pura. Si el movimiento del helicopar tiene un paso infinito, entonces todas las trayectorias son líneas rectas en la misma dirección, y se trata de una traslación.

## Álgebra de helicopares
Sea un helicopar un par ordenado con la forma
{\displaystyle {\mathsf {S}}=(\mathbf {S} ,\mathbf {V} ),}
donde S y V son vectores reales tridimensionales. La suma y la diferencia de estos pares ordenados se calculan por componentes. Los helicopares a menudo se llaman vectores duales.
Ahora, introdúzcase el par ordenado de números reales â = (a, b) llamados escalares duales. Que la suma y la resta de estos números sean componentes y définase la multiplicación como
{\displaystyle {\hat {a}}{\hat {c}}=(a,b)(c,d)=(ac,ad+bc).\!}
La multiplicación de un helicopar S = (S, V) por el escalar dual â = (a, b) se calcula en forma de componentes para que sea,
{\displaystyle {\hat {a}}{\mathsf {S}}=(a,b)(\mathbf {S} ,\mathbf {V} )=(a\mathbf {S} ,a\mathbf {V} +b\mathbf {S} ).\!}
Finalmente, se introducen los productos escalar y vectorial de helicopares mediante las fórmulas:
{\displaystyle {\mathsf {S}}\cdot {\mathsf {T}}=(\mathbf {S} ,\mathbf {V} )\cdot (\mathbf {T} ,\mathbf {W} )=(\mathbf {S} \cdot \mathbf {T} ,\,\,\mathbf {S} \cdot \mathbf {W} +\mathbf {V} \cdot \mathbf {T} ),}
que es un doble escalar, y
{\displaystyle {\mathsf {S}}\times {\mathsf {T}}=(\mathbf {S} ,\mathbf {V} )\times (\mathbf {T} ,\mathbf {W} )=(\mathbf {S} \times \mathbf {T} ,\,\,\mathbf {S} \times \mathbf {W} +\mathbf {V} \times \mathbf {T} ).}
que es un helicopar. Los productos escalar y vectorial de helicopares satisfacen las identidades del álgebra vectorial, y permiten cálculos que son directamente análogos a los cálculos en el álgebra de vectores.
Sea el escalar dual ẑ = (φ, d) que define un ángulo dual, entonces las definiciones de series infinitas de seno y coseno producen las relaciones
{\displaystyle \sin {\hat {z}}=\sin \phi +d\cos \phi ,\,\,\,\cos {\hat {z}}=\cos \phi -d\sin \phi .\!}
En general, la función de una variable dual se define como f(ẑ) = (f(φ), df′(φ)), donde f′(φ) es la derivada de f(φ).
Estas definiciones permiten obtener los siguientes resultados:
- Los helicopares unitarios son las coordenadas plückerianas de una recta y satisfacen la relación

{\displaystyle |{\mathsf {S}}|={\sqrt {{\mathsf {S}}\cdot {\mathsf {S}}}}=1;}
- Sea ẑ = (φ, d) el ángulo dual, donde φ es el ángulo entre los ejes de S y T alrededor de su normal común, y d es la distancia entre estos ejes respecto a la normal común, entonces

{\displaystyle {\mathsf {S}}\cdot {\mathsf {T}}=|{\mathsf {S}}||{\mathsf {T}}|\cos {\hat {z}};}
- Sea N el helicopar unitario que define la normal común a los ejes de S y T, y ẑ = (φ, d) es el ángulo dual entre estos ejes, entonces

{\displaystyle {\mathsf {S}}\times {\mathsf {T}}=|{\mathsf {S}}||{\mathsf {T}}|\sin {\hat {z}}{\mathsf {N}}.}

## Llave
Un ejemplo común de un helicopar es la llave asociada con una fuerza que actúa sobre un cuerpo rígido. Sea P el punto de aplicación de la fuerza F y sea P el vector que ubique este punto en un marco fijo. La llave W = (F, P × F) es un helicopar. La fuerza y el momento resultantes obtenidos de todas las fuerzas Fi i = 1, ..., n, actuando sobre un cuerpo rígido es simplemente la suma de las llaves individuales Wi, es decir
{\displaystyle {\mathsf {R}}=\sum _{i=1}^{n}{\mathsf {W}}_{i}=\sum _{i=1}^{n}(\mathbf {F} _{i},\mathbf {P} _{i}\times \mathbf {F} _{i}).}
Obsérvese que el caso de dos fuerzas iguales pero opuestas F' y -F que actúan en los puntos A y B, respectivamente, produce el resultado
{\displaystyle {\mathsf {R}}=(\mathbf {F} -\mathbf {F} ,\mathbf {A} \times \mathbf {F} -\mathbf {B} \times \mathbf {F} )=(0,(\mathbf {A} -\mathbf {B} )\times \mathbf {F} ).}
Esto demuestra que los helicopares de la forma
{\displaystyle {\mathsf {M}}=(0,\mathbf {M} ),}
se pueden interpretar como momentos puros.

## Giro
Para definir el giro de un cuerpo rígido, se debe considerar su movimiento definido por el conjunto parametrizado de desplazamientos espaciales, D(t) = ([A(t)], d'(t)), donde [A] es una matriz de rotación y d es un vector de traslación. Esto genera un punto p que se asocia a las coordenadas del cuerpo en movimiento para trazar una curva P(t) en el marco fijo dado por
{\displaystyle \mathbf {P} (t)=[A(t)]\mathbf {p} +\mathbf {d} (t).}
La velocidad de P es
{\displaystyle \mathbf {V} _{P}(t)=\left[{\frac {dA(t)}{dt}}\right]\mathbf {p} +\mathbf {v} (t),}
donde v es la velocidad del origen del marco en movimiento, que es dd/dt. Ahora sustituyendo p=[AT] (P-d) en esta ecuación, se obtiene
{\displaystyle \mathbf {V} _{P}(t)=[\Omega ]\mathbf {P} +\mathbf {v} -[\Omega ]\mathbf {d} \quad {\mbox{or}}\quad \mathbf {V} _{P}(t)=\mathbf {\omega } \times \mathbf {P} +\mathbf {v} +\mathbf {d} \times \mathbf {\omega } ,}
donde [Ω] = [dA/dt] [AT] es la matriz de velocidad angular y ω es el vector de velocidad angular.
El helicopar
{\displaystyle {\mathsf {T}}=({\vec {\omega }},\mathbf {v} +\mathbf {d} \times {\vec {\omega }}),\!}
es el giro del cuerpo en movimiento. El vector V = v + dxω es la velocidad del punto en el cuerpo que corresponde con el origen del marco fijo.
Hay dos casos especiales importantes: (i) cuando d es constante, es decir v = 0, entonces el giro es una rotación pura alrededor de una línea, entonces el giro es
{\displaystyle {\mathsf {L}}=(\omega ,\mathbf {d} \times \omega ),}
y (ii) cuando [Ω] = 0, es decir, el cuerpo no gira sino que solo se desliza en la dirección v, entonces el giro es un deslizamiento puro dado por
{\displaystyle {\mathsf {T}}=(0,\mathbf {v} ).}

### Articulaciones
Para un articulación, el eje de rotación pasa por el punto q y se dirija a lo largo del vector ω. Entonces, el giro de la articulación viene dado por
{\displaystyle \xi ={\begin{Bmatrix}\omega \\q\times \omega \end{Bmatrix}}.}

### Correderas
Para una corredera, el vector v define la dirección de deslizamiento, luego el giro de la junta viene dado por
{\displaystyle \xi ={\begin{Bmatrix}0\\v\end{Bmatrix}}.}

## Transformación de coordenadas de los helicopares
Las transformaciones de coordenadas para los helicopares se entienden fácilmente a partir de las transformaciones de coordenadas plückerianas del vector de una recta, que a su vez se obtienen de las transformaciones de las coordenadas de puntos de la recta.
Considérese que el desplazamiento de un cuerpo está definido por D=([A], d), donde [A] es la matriz de rotación y d es el vector de traslación. La recta en el cuerpo definida por los dos puntos p y q, tiene las coordenadas plückerianas
{\displaystyle {\mathsf {q}}=(\mathbf {q} -\mathbf {p} ,\mathbf {p} \times \mathbf {q} ),}
Entonces, en el marco fijo, se obtienen las coordenadas del punto transformado P = [A] p + d y Q = [A] q + d, que producen
{\displaystyle {\mathsf {Q}}=(\mathbf {Q} -\mathbf {P} ,\mathbf {P} \times \mathbf {Q} )=([A](\mathbf {q} -\mathbf {p} ),[A](\mathbf {p} \times \mathbf {q} )+\mathbf {d} \times [A](\mathbf {q} -\mathbf {p} ))}
Por lo tanto, un desplazamiento espacial define una transformación para las coordenadas plückerianas de las rectas dadas por
{\displaystyle {\begin{Bmatrix}\mathbf {Q} -\mathbf {P} \\\mathbf {P} \times \mathbf {Q} \end{Bmatrix}}={\begin{bmatrix}A&0\\DA&A\end{bmatrix}}{\begin{Bmatrix}\mathbf {q} -\mathbf {p} \\\mathbf {p} \times \mathbf {q} \end{Bmatrix}}.}
La matriz [D] es la matriz simétrica oblicua que realiza la operación del producto cruzado, es decir [D]y=dxy.
La matriz de orden 6×6 obtenida a partir del desplazamiento espacial D = ([A], d) se puede ensamblar en la matriz dual
{\displaystyle [{\hat {A}}]=([A],[DA]),}
que opera en un helicopar s = (s.v) para obtener
{\displaystyle {\mathsf {S}}=[{\hat {A}}]{\mathsf {s}},\quad (\mathbf {S} ,\mathbf {V} )=([A],[DA])(\mathbf {s} ,\mathbf {v} )=([A]\mathbf {s} ,[A]\mathbf {v} +[DA]\mathbf {s} ).}
La matriz dual [Â] = ([A], [DA]) tiene determinante 1 y se denomina matriz ortogonal dual.

## Helicopares como elementos de un álgebra de Lie
Considérese el movimiento de un cuerpo rígido definido por la transformada homogénea parametrizada de orden 4x4,
{\displaystyle {\textbf {P}}(t)=[T(t)]{\textbf {p}}={\begin{Bmatrix}{\textbf {P}}\\1\end{Bmatrix}}={\begin{bmatrix}A(t)&{\textbf {d}}(t)\\0&1\end{bmatrix}}{\begin{Bmatrix}{\textbf {p}}\\1\end{Bmatrix}}.}
Esta notación no distingue entre P = (X, Y, Z, 1), y P = (X, Y, Z), algo esperable en este contexto.
La velocidad de este movimiento se define al calcular la velocidad de las trayectorias de los puntos en el cuerpo,
{\displaystyle {\textbf {V}}_{P}=[{\dot {T}}(t)]{\textbf {p}}={\begin{Bmatrix}{\textbf {V}}_{P}\\0\end{Bmatrix}}={\begin{bmatrix}{\dot {A}}(t)&{\dot {\textbf {d}}}(t)\\0&0\end{bmatrix}}{\begin{Bmatrix}{\textbf {p}}\\1\end{Bmatrix}}.}
El punto denota la derivada con respecto al tiempo, y debido a que p es constante, su derivada es cero.
Sustituyendo la transformada inversa de p en la ecuación de velocidad, se obtiene la velocidad de P operando en su trayectoria P(t), es decir
{\displaystyle {\textbf {V}}_{P}=[{\dot {T}}(t)][T(t)]^{-1}{\textbf {P}}(t)=[S]{\textbf {P}},}
donde
{\displaystyle [S]={\begin{bmatrix}\Omega &-\Omega {\textbf {d}}+{\dot {\textbf {d}}}\\0&0\end{bmatrix}}={\begin{bmatrix}\Omega &\mathbf {d} \times \omega +\mathbf {v} \\0&0\end{bmatrix}}.}
Se debe recordar que [Ω] es la matriz de velocidad angular, y que la matriz [S] es un elemento del álgebra de Lie se(3) del grupo de Lie SE(3) de transformaciones homogéneas. Los componentes de [S] son los componentes del helicopar de giro, y por esta razón [S] a menudo también se llama giro.
A partir de la definición de la matriz [S], se puede formular la ecuación diferencial ordinaria
{\displaystyle [{\dot {T}}(t)]=[S][T(t)],}
y hallar el movimiento [T (t)] que tiene una matriz de giro constante [S]. La solución es la matriz exponencial
{\displaystyle [T(t)]=e^{[S]t}.}
Esta formulación puede generalizarse de manera tal que, dada una configuración inicial g(0) en SE(n), y un giro ξ en se(n), la transformación homogénea a una nueva ubicación y orientación se puede calcular con la fórmula
{\displaystyle g\left(\theta \right)=\exp(\xi \theta )g\left(0\right),}
donde θ representa los parámetros de la transformación.

## Helicopares por reflexión
En la geometría de las transformaciones, un concepto elemental de transformación es el de reflexión. En las transformaciones planas, una traslación se obtiene por reflexiones respecto a dos rectas paralelas, y la rotación se obtiene por reflexión en un par de rectas que se cruzan. Para producir una transformación de helicopar a partir de conceptos similares, se deben usar planos en el espacio: los planos paralelos deben ser perpendiculares al eje helicoidal, que es la línea de intersección de los planos de intersección que generan la rotación del helicopar. Así, cuatro reflexiones en planos efectúan una transformación de helicopar. La tradición de la geometría inversiva toma prestadas algunas de las ideas de la geometría proyectiva y proporciona un lenguaje de transformación que no depende de la geometría analítica.

## Homografía
La combinación de una traslación con una rotación efectuada por un desplazamiento de helicopar se puede ilustrar con la aplicación exponencial. Esta idea en la geometría de la transformación fue adelantada por Sophus Lie hace más de un siglo. Incluso antes, William Rowan Hamilton mostraba la forma del versor en los cuaterniones unitarios como exp(a r) = cos a + r sin a. La idea también aparece en la fórmula de Euler, parametrizando la circunferencia goniométrica en el plano complejo.
Dado que ε2 = 0 para los números duales, exp(a ε) = 1 + a ε, y todos los demás términos de la serie exponencial se desvanecen.
Sea F = {1 + ε r: r ∈ H}, ε2 = 0.
Téngase en cuenta que F es estable bajo rotación q → p−1 q p y bajo la traslación
(1 + ε r) (1 + ε s) = 1 + ε (r + s) para cualquier cuaternión de vectores r y s.
 F es un 3-plano en el espacio de ocho dimensiones de los cuaterniones duales. Esta F de 3 planos representa el espacio tridimensional, y la homografía construida, restringida a F, es un desplazamiento de helicopar en el espacio.
Sea a la mitad del ángulo del giro deseado alrededor del eje r, y b r la mitad del desplazamiento en el eje helicoidal. Fórmese z = exp((a + b ε) r) y z* = exp((a -b ε) r). Ahora, la homografía es
{\displaystyle U(q,1){\begin{pmatrix}z&0\\0&z^{*}\end{pmatrix}}=U(qz,z^{*})\thicksim U((z^{*})^{-1}qz,1).}
El inverso de z* es {\displaystyle 1/(\exp(ar-b\epsilon r))=}
{\displaystyle (e^{ar}e^{-br\epsilon })^{-1}=}
{\displaystyle e^{br\epsilon }e^{-ar},}
así, la homografía hace corresponder q a
{\displaystyle (e^{b\epsilon }e^{-ar})q(e^{ar}e^{b\epsilon r})=e^{b\epsilon r}(e^{-ar}qe^{ar})e^{b\epsilon r}=e^{2b\epsilon r}(e^{-ar}qe^{ar}).}
Ahora, para cualquier vector del cuaternión p, p* = -p, se llega a q = 1 + p ε ∈ F, donde se realizan la rotación y la traslación requeridas.
William Kingdon Clifford inició el uso de dos cuaterniones en la cinemática, seguido de Eduard Study en su "Geometrie der Dynamen". Sin embargo, el punto de vista de Sophus Lie ha prevalecido.
En 1940, Julian Coolidge describió el uso de cuaterniones duales para los desplazamientos de helicopar en la página 261 de "A History of the Geomethric Methods" (Una historia de los métodos geométricos), señala la contribución de Arthur Buchheim. Coolidge en 1885 basó su descripción simplemente en las herramientas que Hamilton había utilizado para los cuaterniones reales.
Evidentemente, la unidad del anillo de cuaterniones duales es un grupo de Lie. Un subgrupo tiene un álgebra de Lie generada por los parámetros a r y b s, donde a, b ∈ R, y r, s ∈ H. Estos seis parámetros generan un subgrupo de unidades, la esfera unidad. Por supuesto, incluye a F y la 3-esfera de versores.

## Trabajo de fuerzas actuando sobre un cuerpo rígido
Considérese el conjunto de fuerzas F 1, F2... Fn actuando sobre los puntos X1, X2 ... Xn de un cuerpo rígido. Las trayectorias de X i, i = 1, ..., n se definen por el movimiento del cuerpo rígido con la rotación [A(t)] y la traslación d(t) de un punto de referencia en el cuerpo, dado por
{\displaystyle \mathbf {X} _{i}(t)=[A(t)]\mathbf {x} _{i}+\mathbf {d} (t)\quad i=1,\ldots ,n,}
donde xi son coordenadas en el cuerpo en movimiento.
La velocidad de cada punto Xi es
{\displaystyle \mathbf {V} _{i}={\vec {\omega }}\times (\mathbf {X} _{i}-\mathbf {d} )+\mathbf {v} ,}
donde ω es el vector de velocidad angular y v es la derivada de d(t).
El trabajo de las fuerzas sobre el desplazamiento δri = viδt de cada punto está dado por
{\displaystyle \delta W=\mathbf {F} _{1}\cdot \mathbf {V} _{1}\delta t+\mathbf {F} _{2}\cdot \mathbf {V} _{2}\delta t+\ldots +\mathbf {F} _{n}\cdot \mathbf {V} _{n}\delta t.}
Se definen las velocidades de cada punto en términos del giro del cuerpo en movimiento para obtener
{\displaystyle \delta W=\sum _{i=1}^{n}\mathbf {F} _{i}\cdot ({\vec {\omega }}\times (\mathbf {X} _{i}-\mathbf {d} )+\mathbf {v} )\delta t.}
Expandiendo esta ecuación y agrupando los coeficientes de ω y v, se obtiene
{\displaystyle \delta W=(\sum _{i=1}^{n}\mathbf {F} _{i})\cdot \mathbf {d} \times {\vec {\omega }}\delta t+(\sum _{i=1}^{n}\mathbf {F} _{i})\cdot \mathbf {v} \delta t+(\sum _{i=1}^{n}\mathbf {X} _{i}\times \mathbf {F} _{i})\cdot {\vec {\omega }}\delta t=(\sum _{i=1}^{n}\mathbf {F} _{i})\cdot (\mathbf {v} +\mathbf {d} \times {\vec {\omega }})\delta t+(\sum _{i=1}^{n}\mathbf {X} _{i}\times \mathbf {F} _{i})\cdot {\vec {\omega }}\delta t.}
Introduciendo el giro del cuerpo en movimiento y la llave que actúa sobre él, dada por
{\displaystyle {\mathsf {T}}=({\vec {\omega }},\mathbf {d} \times {\vec {\omega }}+\mathbf {v} )=(\mathbf {T} ,\mathbf {T} ^{\circ }),\quad {\mathsf {W}}=(\sum _{i=1}^{n}\mathbf {F} _{i},\sum _{i=1}^{n}\mathbf {X} _{i}\times \mathbf {F} _{i})=(\mathbf {W} ,\mathbf {W} ^{\circ }),}
entonces el trabajo toma la forma
{\displaystyle \delta W=(\mathbf {W} \cdot \mathbf {T} ^{\circ }+\mathbf {W} ^{\circ }\cdot \mathbf {T} )\delta t.}
La matriz de oren 6x6 [Π] se utiliza para simplificar el cálculo del trabajo con helicopares, de modo que
{\displaystyle \delta W=(\mathbf {W} \cdot \mathbf {T} ^{\circ }+\mathbf {W} ^{\circ }\cdot \mathbf {T} )\delta t={\mathsf {W}}[\Pi ]{\mathsf {T}}\delta t,}
donde
{\displaystyle [\Pi ]={\begin{bmatrix}0&I\\I&0\end{bmatrix}},}
e [I] es la matriz identidad de orden 3x3.

### Helicopares recíprocos
Si el trabajo virtual de una llave en una giro es cero, entonces las fuerzas y el par de la llave son fuerzas de restricción con respecto al giro. Se dice que la llave y el giro son "recíprocos", es decir, si
{\displaystyle \delta W={\mathsf {W}}[\Pi ]{\mathsf {T}}\delta t=0,}
entonces los helicopares W y T son recíprocos.

### Giros en robótica
En el estudio de sistemas robóticos, los componentes del giro a menudo se transponen para eliminar la necesidad de la matriz de 6x6 [Π] en el cálculo del trabajo. En este caso, el giro se define como
{\displaystyle {\check {\mathsf {T}}}=(\mathbf {d} \times {\vec {\omega }}+\mathbf {v} ,{\vec {\omega }}),}
De esta manera, el cálculo del trabajo toma la forma
{\displaystyle \delta W={\mathsf {W}}\cdot {\check {\mathsf {T}}}\delta t.}
En este caso, si
{\displaystyle \delta W={\mathsf {W}}\cdot {\check {\mathsf {T}}}\delta t=0,}
entonces la llave W es recíproca al giro T.